# Saleh al-Arouri
Saleh al-Arouri (19 de agosto de 1966 - 2 de enero de 2024) fue político palestino y líder de alto rango de Hamás que se desempeñó como vicepresidente del Buró Político de Hamás desde octubre de 2017 hasta su asesinato en enero de 2024. Fue uno de los comandantes fundadores de su ala militar, las Brigadas de Ezzeldin Al-Qassam. También se decía que era el vicepresidente de la oficina política de Hamás y el comandante militar de Hamás en Cisjordania, aunque vivía en el Líbano en el momento de su muerte.
El gobierno de los Estados Unidos acusó a al-Arouri de haber sido «un líder militar de alto rango de Hamás que se remonta a su papel como líder de células estudiantiles de Hamás en la Universidad de Hebrón a principios de la década de 1990». También se desempeñó como reclutador y participó activamente en la recaudación y transferencia de fondos en nombre de Hamás. Al-Arouri fue considerado el ideólogo del ataque del 7 de octubre a Israel, y también era conocido por su papel en la expansión de las actividades de Hamás en Cisjordania, incluidos sus ataques en esa región.
Los Estados Unidos, que lo designaron como terrorista en 2015, también le habían puesto una recompensa de cinco millones de dólares. Falleció durante la guerra entre Israel y Gaza por un ataque aéreo israelí en el Líbano.